# Aistopetalum multiflorum
Aistopetalum multiflorum là một loài thực vật có hoa trong họ Cunoniaceae. Loài này được Schltr. mô tả khoa học đầu tiên năm 1914.